# 埃弗拉德·巴特勒
埃弗拉德·巴特勒（英語：Everard Butler，1885年12月28日—1958年11月23日），加拿大男子赛艇运动员。他曾代表加拿大参加1912年夏季奥林匹克运动会赛艇比赛，获得男子单人双桨铜牌。